# Centro de Lançamento de Satélites de Xichang

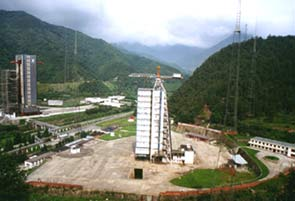
Centro de Lançamentos de Satélites de Xichang

Centro de Lançamentos de Satélites de Xichang, também conhecido como Centro Espacial de Xichang, é o centro espacial da República Popular da China, localizado em Xichang, na província de Sujuão, no sudoeste do país. É a base utilizada para o lançamento de satélites geoestacionários e satélites lunares chineses. Também é o local de lançamento da maioria dos satélites comerciais estrangeiros. Xichang está situado em um clima subtropical com temperatura média de 16º Celsius.
O controle de lançamento está situado na cidade de Xichang, a 65 km de distância. O aeroporto de Xichang tem uma pista de pouso de 3 600 m, permitindo receber Boeing 747. Está situado ao norte dos subúrbios de Xichang.  A ferrovia Chengdu-Kunming e a rodovia Sujuão-Iunã ligam o centro de lançamento ao resto do país.
A base de lançamento contém o Centro de Operações, Centro Técnico, Centro de Comunicações, Centro de Comando e de Controle, Estação de Rastreamento, bem como demais instalações de apoio. Esta base de lançamento está subordinada ao Controle Central de Lançamento e Rastreamento de Satélites.
- Edificações do Centro Técnico:

Edifício de montagem do veículo de lançamento. Utilizado para exame, testes e checagem final do veículo e dos equipamentos de terra. O edifício tem a capacidade de montar um foguete e de receber outro ao mesmo tempo.
Edifício de montagem da nave espacial. Unidade de testes, de abastecimento, montagem do motor de combustível sólido.
- Nome oficial

Centro de Lançamentos de Satélites de Xichang
Xichang Satellite Launch Centre (XSLC) em inglês
Nome código militar: Base 27
- Localização do centro:

Latitude: 28,10° N
Longitude: 102,30° E
Altitude: 1 800 m
Mínima Inclinação: 28,0°
Máxima Inclinação: 36,0°